# Mimi Reisel Gladstein
Mimi Reisel Gladstein (nacida en 1936) es profesora de inglés y artes teatrales en la Universidad de Texas en El Paso. Sus especialidades incluyen autores como Ayn Rand y John Steinbeck, así como estudios de la mujer, artes teatrales y literatura británica del siglo XVIII. En 2011 fue nombrada miembro del Salón de Honor Histórico de El Paso.

## Biografía
Gladstein nació en Nicaragua y se mudó con su familia a los Estados Unidos a una edad temprana. Creció en Las Cruces, Nuevo México y El Paso, Texas, y se convirtió en ciudadana estadounidense a la edad de 19 años. Obtuvo un doctorado en Literatura Estadounidense Contemporánea de la Universidad de Nuevo México. Está casada y tiene tres niños.
Fue pionera en el campo de los estudios de la mujer e impartió una clase sobre "Mujeres y literatura" a principios de la década de 1970. En un intento de brindarles a los estudiantes un ejemplo de un personaje femenino exitoso en la literatura, comenzó a asignar Atlas Shrugged de Ayn Rand para su clase. Esto la llevó a escribir uno de los primeros artículos académicos sobre Rand como figura literaria, Ayn Rand y el feminismo: una alianza improbable, que se publicó en 1978 en la revista College English. Más tarde escribió o editó varios otros trabajos sobre Rand, incluidos The Ayn Rand Companion y Feminist Interpretations of Ayn Rand. Cuando Gladstein comenzó a trabajar en The Ayn Rand Companion, le envió a Rand una solicitud para una entrevista. La respuesta fue una carta del abogado de Rand amenazando con demandar a Gladstein por violación de los derechos de autor de Rand si continuaba con el libro, una respuesta que Gladstein encontró "extraña".
En 1986, Gladstein publicó La mujer indestructible en Faulkner, Hemingway y Steinbeck. Su trabajo relacionado con Steinbeck ha ganado múltiples premios. Recibió el premio John J. y Angeline Pruis como profesora Steinbeck de la década (1978-1987) y en 1996 recibió el premio Burkhardt por sus destacadas contribuciones a los estudios Steinbeck.
Además de su trabajo académico, Gladstein ocupó varios puestos administrativos en la Universidad de Texas en El Paso. Fue la primera directora del Programa de Estudios de la Mujer, directora del Programa de Patrimonio Cultural Occidental y directora ejecutiva de la Celebración del Jubileo de Diamante de la universidad. Fue dos veces presidenta del Departamento de Inglés y luego presidió el Departamento de Teatro, Danza y Cine. También se desempeñó como Decana Asociada de Artes Liberales.
Gladstein se ha desempeñado como presidenta de la Asociación de Lenguas Modernas de las Montañas Rocosas y de la Sociedad Central Sur para Estudios del siglo XVIII.

## Premios y honores
Además de los dos premios por su trabajo en Steinbeck, Gladstein también recibió el Premio Burlington Northern a la Excelencia Docente, y en 2003 la Universidad de Texas en El Paso le otorgó el Premio al Logro Docente Sobresaliente de la Facultad de Artes Liberales. La Última Cena de los Héroes Chicanos ganó un Premio al Libro Latino 2009.
Ha recibido dos veces subvenciones del Programa Fulbright. Fue profesora Fulbright en Caracas, Venezuela, en 1990-1991, y en 1995 enseñó en la Universidad Complutense de Madrid como becaria senior Fulbright.